# یاکوف لوویچ آلپرت
یاکوف لوویچ آلپرت (روسی: Яков Львович Альперт؛ زاده ۱ مارس ۱۹۱۱ درگذشته ۵ اکتبر ۲۰۱۰) یک فیزیک‌دان اهل شوروی-روسیه بود.